# Leptomenes sexpunctatus
Leptomenes sexpunctatus är en stekelart som beskrevs av Giordani Soika. Leptomenes sexpunctatus ingår i släktet Leptomenes och familjen Eumenidae. Inga underarter finns listade i Catalogue of Life.